# 屋代城
屋代城（やしろじょう）は、長野県千曲市屋代にあった日本の城（山城）。千曲市指定史跡。

## 概要
村上氏の一族（代官）であった屋代氏の詰城であった。居館は城の内遺跡の位置にあったとされている。永正～天文年間に築城されたといわれている。天文22年（ 1553年）、屋代正国（政国）は近隣の塩崎氏や雨宮氏などと共に真田幸隆らの調略に応じて武田氏に臣従した。このため村上氏の葛尾城は自落し、5度12年に渡る川中島の戦いの引き金となった。その後、屋代氏は武田氏の命により永禄2年（1559年）に荒砥城に領地替えとなって移る。これは弘治元年（1555年）の第2次川中島の戦いの後、越後上杉氏との前線が村上氏の旧領埴科郡から川中島まで北上したことや、永禄3年（1560年）に海津城が築城されている事、さらには長沼城が北信の本拠地として整備されるなど状況の変化によって屋代城の相対的な価値が下がり、この時期に廃城になったと思われる。しかし屋代氏が荒砥城に移った後に一時は雨宮氏が拠城としたとも言われている。

## 地理・構造
現在のしなの鉄道屋代駅の東側にある、一重山に築かれた山城。一重山は南の有明山から細長く延びた尾根にあたり、東西は極めて狭い地形となっている。そのため屋代城は、一重山部分（南城）と更に北にある北城に別れ、総延長は1kmにも及ぶが横幅は最大で35mほどしか無い。一番標高が高い一重山（南城）が本城にあたり、狭い鞍部で仕切られた南城が支城に相当する。このような一つの城の内部に独立した別城郭を持つ構造を「一城別郭」と呼ぶ。
同じ有明山の尾根上部には古墳時代の前方後円墳の有明山将軍塚古墳があり、隣の尾根には県内最大級の森将軍塚古墳がある。また狭い平地を挟んだ北東側の山地には、川中島の戦いで上杉軍が布陣したと伝えられる妻女山がある。